# Irynej Biłyk
Irynej Biłyk OSBM (ur. 2 stycznia 1950 w Kniażpolu) – ukraiński duchowny katolicki obrządku bizantyjsko-ukraińskiego, biskup buczacki w latach 2000-2007, od 2007 kanonik bazyliki Matki Bożej Większej.

## Życiorys
Po maturze rozpoczął studia na uniwersytecie w Użhorodzie i wstąpił do zakonu bazylianów. Po odbyciu służby wojskowej studiował w Kijowie, po czym poświęcił się dalszej formacji zakonnej, którą uwieńczył ślubami wieczystymi złożonymi 13 października 1978 i święceniami kapłańskimi przyjętymi następnego dnia. Po święceniach zaczął potajemną działalność duszpasterską na terenie Ukraińskiej SRR.

### Episkopat
15 sierpnia 1989 bp Sofron Dmyterko udzielił mu potajemnych święceń biskupich. 16 stycznia 1991, tuż przed oficjalnym zalegalizowaniem Kościoła greckokatolickiego przez rząd radziecki, papież Jan Paweł II potwierdził ważność tego obrzędu i ustanowił bp. Biłyka biskupem pomocniczym eparchii iwano-frankowskiej ze stolicą tytularną Novae.
21 lipca 2000 został wybrany eparchą buczackim.
28 lipca 2007 Benedykt XVI mianował go kanonikiem bazyliki Matki Bożej Większej i zwolnił go z obowiązków eparchy.